# Brochet africain
Hepsetus odoe
Espèce
Statut de conservation UICN

 LC  : Préoccupation mineure
Le Brochet africain (Hepsetus odoe) est une espèce de poissons osseux carnassière de la famille des Hepsetidae.

## Description
Ce poisson ressemble un peu aux barracudas mais reste bien plus petit qu’eux. Il ressemble d'ailleurs autant globalement à ces poissons qu'au brochet européen Esox lucius spp.. Il ne dépasse guère 70 cm pour les plus gros spécimens. Il est de couleurs verdâtre et marron et se distingue des barracudas par sa nageoire adipeuse, un museau moins pointu, une unique dorsale, et une nageoire anale beaucoup plus proche de la caudale. Sa bouche est garnie de petites dents pointues. 

## Distribution et habitat
Il est réparti sur la partie la plus orientale de l'Afrique de l'Ouest, du fleuve Sassandra (Côte d'Ivoire), à l'Ouest, au fleuve Shari (Centrafrique), à l'Est ; et vers le Sud jusqu'à la rivière Kribi (Cameroun). Ce poisson apprécie les cours d’eau douce et les zones saumâtres pas trop salées. Il a pour habitude de se cacher d’éventuels prédateurs dans la végétation de bordure (mangroves, arbres hélophytes et plantes aquatiques), qui lui sert aussi de zone d’alimentation préférentielle. Grégaire, il se retrouve souvent en bandes de quelques individus de la même cohorte d’individus approximativement du même âge et se nourrit d’insectes, d’invertébrés benthiques et de petits poissons.